# 小宰相

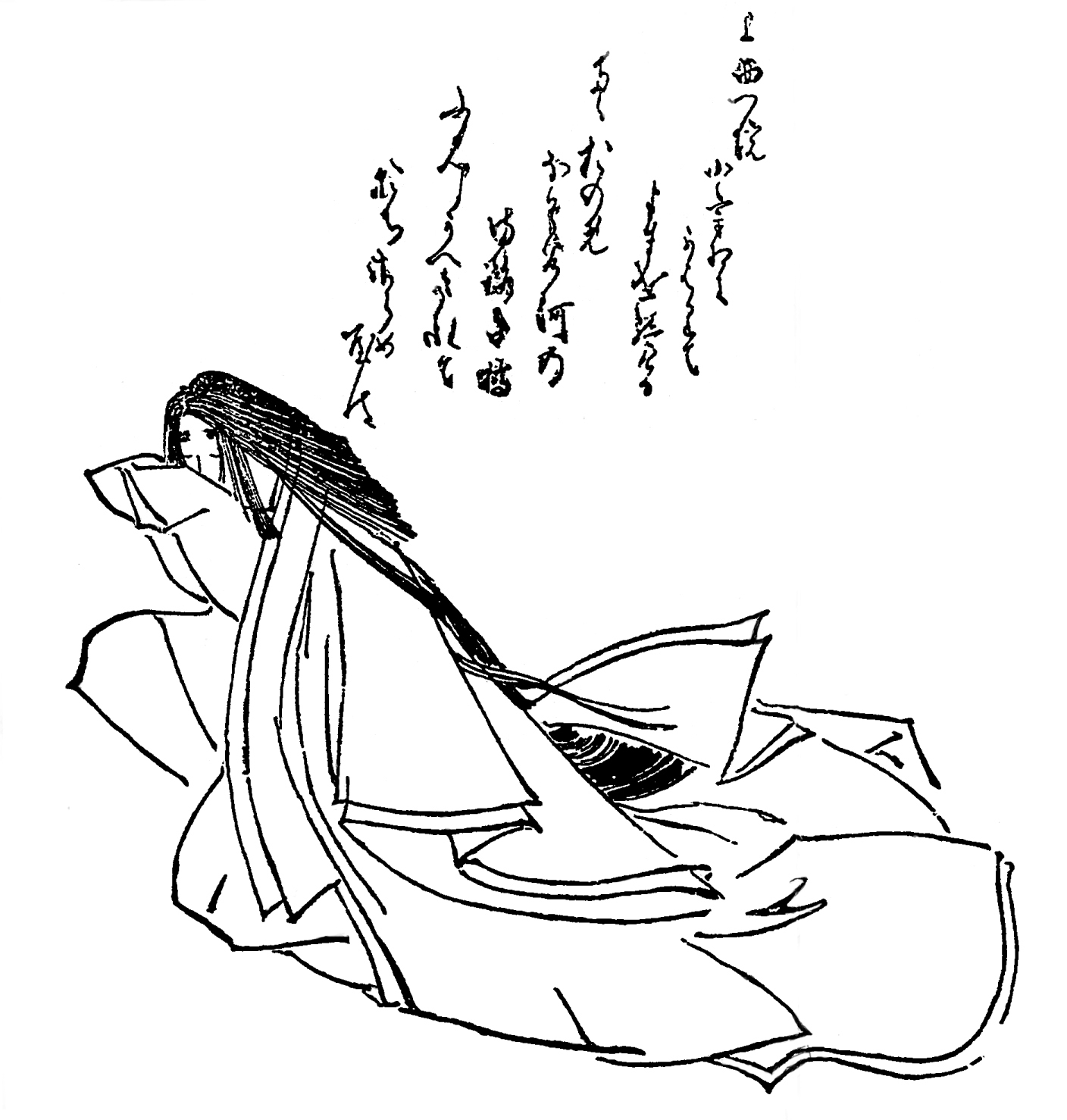
小宰相／江戸時代『前賢故実』より。画：菊池容斎

小宰相（こざいしょう、嘉応元年（1164年）? - 寿永3年2月14日（1184年3月27日））は平安時代末期の女性。父は刑部卿藤原憲方、母は按察使藤原顕隆の娘。平通盛の妻。
一ノ谷の戦いでの通盛の死と小宰相が後を追って入水したエピソードは、『平家物語』で一章が割かれ、一ノ谷の戦いでの象徴的な悲話になっている。

## 生涯
小宰相は上西門院（鳥羽天皇の皇女で後白河天皇の同母姉）の女房で、宮中一の美女とうたわれた。平家物語からのエピソードのみになるが彼女が16歳のとき（治承3年（1179年）頃？）に法勝寺の花見にお供した際に、これを見た中宮亮・平通盛は彼女に一目ぼれした。その後、和歌や恋文をしきりに贈るが3年たっても小宰相は返事をしなかった。
これが最後と思い、文を書き使いに渡したが、折悪しく取次の女房がおらず、使いが戻ろうとすると、ちょうど里から帰ってくる小宰相の車に行き合った。使いは文を車に投げ入れて去った。小宰相はとりあえず持ち帰ったが、御所で宮仕えしていたとき上西門院の前でこの文を取り落とし、女院はこれを拾って「あまり気が強いのもよくありませんよ」と、みじめな最期を遂げたという小野小町の例を出して、自ら硯を取り寄せて返事を書いてやるようにうながした。
こうして女院の仲立ちで通盛と小宰相は結ばれた。通盛は小宰相の他に従兄弟の平宗盛の娘も妻にしていたが、こちらはまだ12歳程度の幼い少女だった。やがて治承・寿永の乱がはじまり、通盛は各地を転戦するが、平家は源義仲に大敗を喫し、寿永2年（1183年）ついに都落ちを余儀なくされた。小宰相は通盛とともに海上を流浪した。平家は讃岐国屋島に本営を置き、やがて摂津国福原にまで進出を果たした。
寿永3年（1184年）正月、義仲は鎌倉の源頼朝の弟の範頼・義経に滅ぼされ、同年2月には範頼・義経は大軍を率いて福原へ迫った。
合戦を前に、通盛は沖合の船団から妻を呼び寄せ「明日の戦で討ち死にする様な気がする。私がそうなったら、君はどうする」と言った。小宰相は戦はいつものことだから、この言葉が本当だとは思わず、自分が身籠っていることを告げた。通盛は「わたしは30歳になるが、どうせなら男子であって欲しい。幾月になるのか？船上のことだから、心配だなあ」と大そう喜んだ。
そこへ平家随一の剛勇で知られた弟の教経がやって来て、怒りながら「ここはこの教経が置かれるほどの危険な戦場ですぞ。そのような心がけではものの役に立ちますまいに」と兄をたしなめた。通盛ももっともなことと思い妻を船へ帰した。
合戦は平家の大敗に終わり、一門の多くの者が討ち死にし、通盛も佐々木俊綱に討ち取られまた船へ帰ってこなかった。屋島へ向かう平家の船団の中で小宰相は、夫が討たれたとは聞いてはいたが、何かの間違いであろうと、生きて帰ることもあるかもしれないと心細く夫の帰りを待ち続けていた。
小宰相が乗船している船に通盛の従者の滝口時員がやってきて、通盛が湊川で討死した旨と最後の奮戦の様子を報告した。これを聞いて小宰相は返事もできずに泣き伏し、夜が明けるまで起き上がることもできなかった。
2月14日、船団が屋島に到着する夜、小宰相は乳母に「湊川の後、誰も夫と会った人はいませんでした。もう、夫は亡きものと覚悟しました」と言うと福原での夫との最後の対面のことを語り、「子を産んで形見として育てねばならないと思うが、悲しみは増すばかりで、亡き人の恋しさに苦しむよりは海の底へ入ろうと思い定めました。どうか夫と私の菩提を弔っておくれ」と頼んだ。
乳母は涙を抑えて「子を産んで育て、尼になって生きるべきです」と必死に止めた。小宰相もその場は「身を投げるといって、本当に身を投げる人はいませんよ」と思いとどまったように答えた。やがて乳母がうたた寝すると小宰相は起き上がり、「南無西方極楽世界…どうか、別れた夫婦を極楽で会わせてください」と念仏を唱えると海に身を投げた。
梶取りがこれを見かけて、乳母を起こして、みなで海を探し、ようやく小宰相の体を引き揚げたが、すでに死んでいた。乳母は通盛の鎧を亡骸に着せて、泣く泣く小宰相を海に沈めて葬った。その後、乳母は通盛の弟で僧侶になっていた中納言律師仲快のもとで剃髪出家して、通盛と小宰相の菩提を弔った。人々は、夫に先立たれた妻は尼になるのが普通なのに、後を追うとは珍しいことだと感心し「忠臣は二君に仕えず、貞女は二夫にまみえず」と（『史記』の故事をひいて）言い合った。
『建礼門院右京大夫集』にも美人で有名だった女房らしく通盛の妻となった事は右京大夫にとっても意外だったようだが、夫の死の後を追ったことが「これまでにない契の深さよ」と京都でも評判になったと記されている。また右京大夫の知人が小宰相に思いをかけていた事も書かれている。
また徳島県鳴門市の大毛島にある新羅神社近くに小宰相の墓と伝わる墓碑がある。